# Vesa Mäkäläinen
Vesa Mäkäläinen (Hyvinkää, 3 settembre 1986) è un ex cestista finlandese.

## Palmarès

### Squadra
- Campionato finlandese: 2

Namika Lahti: 2008-09
Joensuun Kataja: 2016-17

### Individuale
- Korisliiga MVP finali: 1

Namika Lahti: 2008-09